# Ткачук Микола Гнатович
Микола Гнатович Ткачук (19 грудня 1908, село Ожарівка, тепер Хмельницького району Хмельницької області — травень 1974, місто Дрогобич Львівської області) — український науковець, завідувач кафедр математики та фізики, методики фізики і технічних засобів навчання Дрогобицького державного педагогічного інституту імені Івана Франка. Кандидат педагогічних наук (1958), доцент (1962).

## Біографія
Народився в селянській родині. У 1928 році закінчив Житомирський педагогічний технікум.
З 1928 по 1930 рік працював вчителем фізики і завідувачем навчальної частини (завучем) Горбулівської семирічної школи. У 1930—1933 роках — вчитель фізики шкіл у селах Сидоренкове та Снішків на Харківщині.
У 1933—1936 роках — асистент кафедри загальної фізики Полтавського державного педагогічного інституту.
З 1936 по 1938 рік працював вчителем фізики і математики Новомосковського педагогічного технікуму Дніпропетровської області.
У 1938—1941 роках — завідувач кафедри фізики і математики Нікопольського державного учительського інституту Дніпропетровської області.
У 1940 році закінчив екстерном фізико-математичний факультет Дніпропетровського державного університету.
З вересня 1941 по лютий 1942 року — вчитель фізики і математики Лабінської школи Краснодарського краю.
З лютого 1942 року — в Червоній армії, навчався на курсах молодших командирів. Учасник німецько-радянської війни з травня 1942 року. 31 серпня 1942 року потрапив у німецький полон на Сталінградському фронті. До квітня 1945 року перебував у таборах для військовополонених у Німеччині. У квітні 1945 року звільнений з полону американськими військами і направлений до міста Магдебурга. Після перевірки радянськими органами держбезпеки зарахований до Радянської армії, демобілізований в грудні 1945 року.
У січні 1946 року скерований на роботу в Дрогобицький державний учительський інститут.
З вересня 1946 по 1952 рік — завідувач кафедри математики та фізики Дрогобицького державного учительського інституту. З 1952 по лютий 1960 року — завідувач кафедри фізики Дрогобицького державного педагогічного інституту імені Івана Франка.
Член КПРС з липня 1958 року.
У листопаді 1958 року захистив кандидатську дисертацію «Суспільно-корисна праця учнів загальноосвітньої школи в зв'язку з викладанням фізики».
З лютого по жовтень 1960 року — доцент кафедри фізики Дрогобицького державного педагогічного інституту імені Івана Франка. У жовтні 1960 — червні 1961 року — завідувач кафедри загальнотехнічних дисциплін Дрогобицького державного педагогічного інституту імені Івана Франка.
З червня 1961 по липень 1964 року — проректор з навчальної і наукової роботи, в липні 1964 — жовтні 1967 року — проректор з наукової роботи Дрогобицького державного педагогічного інституту імені Івана Франка.
У 1971 — травні 1974 року — завідувач кафедри методики фізики і технічних засобів навчання Дрогобицького державного педагогічного інституту імені Івана Франка. Опублікував понад 20 наукових праць, присвячених проблемі політехнічного навчання і методиці викладання фізики у школі.
Помер у травні 1974 року в Дрогобичі.

## Нагороди
- орден «Знак Пошани» (15.09.1961)
- медаль «За доблесну працю. В ознаменування 100-річчя з дня народження Володимира Ілліча Леніна» (1970)
- значок «Відмінник народної освіти УРСР»
- медалі